# 桥本真司
桥本真司（日語：橋本 真司，1956年5月24日—）是日本游戏制作公司史克威尔艾尼克斯旗下一名游戏制作人。過去曾擔任史克威尔艾尼克斯控股公司执行副总裁，以及该公司的第一生产部执行干部。他曾是多部作品的制作人，其中包括游戏最终幻想系列和王国之心系列。

## 生平

### 早期工作
桥本真司早期曾在玩具公司万代工作过。自1995年至退休為止他一直供职于史克威尔及之後的史克威尔艾尼克斯。

### 最终幻想
桥本真司曾是《最终幻想VII》商品推广负责人。在2008年E3展会上当被问及最终幻想VII重制的可能性时他曾说，史克威尔艾尼克斯公司确实注意到了爱好者们的对此事的高度兴趣，而目前他们正优先忙于下一部作品的制作。当最终幻想X-2和王国之心项目结束时，制作团队在“最终幻想VII补完计划”中所获得的经验之上催生建立了“新的水晶故事”系列开发计划。当谈及《最终幻想XIII》，桥本真司提到史克威尔艾尼克斯公司一直在尝试努力让该公司制作的游戏产品在各个地区更好的本地化，以缩小日本市场发布版本与世界其他地区市场版本之间的差距。

### 王国之心
当史克威尔与日本華特迪士尼公司碰巧在东京都目黑區下目黑的Arco Tower同一幢大楼内办公的时候，桥本真司偶然在电梯中与迪士尼的高管交谈，由此为契机，双方开始构思一款名叫《王国之心》的史克威尔、迪士尼合作游戏。桥本真司指出《王国之心II》中出现的新功能是王国之心系列首部作品的成功和迪士尼公司对史克威尔艾尼克斯制作出优质游戏的信心倍增共同带来的结果。

### 其他游戏
《前线任务：进化》的制作过程中，桥本真司曾表示在开发过程中遇到的挑战之一是平衡机器人或者机甲的即时战斗速度，使游戏能在实体机甲尺寸大小下依然能有足够快的运行速度。

### 退休
2021年5月21日因任期屆滿辭去品牌經理職務。之繼續擔任史克威爾艾尼克斯公司的董事。
2022年5月31日，宣布從史克威爾艾尼克斯退休。

## 参与作品

### 制作
- 前线任务（1995）
- 追寶威龍（1996）
- 最终幻想VIII（1999）
- 陸行鳥大賽車（1999）
- 大赛车（2000）
- 最终幻想IX（2000）
- 保镖（英语：The Bouncer）（2000）
- 王國之心（2002）
- 王國之心 記憶之鍊（2004）
- 王國之心II（2005）
- 前线任务 进化（2010）
- 最终幻想XV（2016）
- 王國之心III[12]

### 执行制作人
- 前线任务外传：枪之危机（英语：Front Mission：Gun Hazard）（1996）
- 行星格斗（英语：Tobal No. 1）（1996）
- 最终幻想IV（PlayStation版，1997）
- 行星格鬥2（英语：Tobal 2）（1997）
- 独臂擎天（英语：Einhänder）（1997）
- 最终幻想V（PlayStation版，1998）
- 冒险英雄（2000）
- 最终幻想IV Advance（2005）
- 最终幻想V Advance（2006）
- 最终幻想VI Advance（2006）
- 美麗新世界（2007）
- 陆行鸟的不可思议迷宫忘却的迷宫（英语：Final Fantasy Fables：Chocobo's Dungeon）（2007）
- 王國之心 編碼（2008）
- 时空之轮（Nintendo DS版，2008）
- 四角方块DS（英语：Yosumin DS）（2009）
- 王國之心 358/2天（2009）
- 最终幻想XIII（2009）
- 王國之心 夢中降生（2010）
- 四狂神戰記DS（英语：Estpolis：The Lands Cursed by the Gods）（2010）
- 第三次生日（2010）
- 最终幻想XIII-2（2011）
- 王國之心 3D ［夢降深處］（2012）

### 其他身份
- 机动战士Z GUNDAM（英语：Kidō Senshi Z-Gundam：Hot Scramble）（1986）：市场专员
- 时空之轮（1995）：特别感谢
- 马里奥RPG:七星传说（英语：Super Mario RPG：Legend of the Seven Stars）（1996）：特别感谢
- 最终幻想VII（1997）：商品推广
- 前线任务2（英语：Front Mission 2）（1997）：项目主管
- 寄生前夜2（英语：Parasite Eve II）（1999）：特别顾问
- 星之海洋3 直到时间的尽头（英语：Star Ocean：Till the End of Time）（2004）：项目总经理
- 最终幻想X-2（2003）：销售及市场营销制作人
- 前线任务4（英语：Front Mission 4）（2003）：执行经理
- 钢之炼金术士和折翼天使（英语：Fullmetal Alchemist and the Broken Angel）（2003）：销售及市场营销执行经理
- 鋼之煉金術士2 深紅之詛咒（英语：Fullmetal Alchemist 2：Curse of the Crimson Elixir）（2004）：执行经理
- 勇者斗恶龙 元气史莱姆2 大战车与尾巴团（2005）：企划专员
- 仙女计划（英语：Project Sylpheed）（2006）：企划专员
- 地獄犬的輓歌 -最終幻想VII-（2006）：常务理事
- 圣剑传说（英语：Dawn of Mana）（2006）：特别感谢
- 太空侵略者EX（英语：Space Invaders Extreme）（2008）：总制作人
- 最後的遺跡（2008）：企划专员
- 泡泡龙LIVE（2009）：总制作人及项目总经理
- Qix++（英语：Qix++）（2009）：总制作人

## 影视作品
- 最终幻想VII 降临之子（2005）：制作人
- 最终命令 -最终幻想VII-（2005）：执行制作人

## 注脚